# Амал Вдалий
Амал Вдалий (Amala, Amali, Felicitas, Father of the Amals, Hammal, Father of the Amali) — конунг (король готів) у Готікскандзі, засновник династії Амалів. Також відомий як «Батько Амалів», син Авгіса.
Народився близько 123 р., помер близько 195 р. у Готікскандзі (Польща), правив близько в 160—195 рр. н. е.
Батько Гізарнія «Залізного чоловіка» з клану Амалів.
Брат Ґунтаріха Готського